# Julia Bianchi
Julia Bianchi (* 7. Oktober 1997 in Xanxerê, SC) ist eine brasilianische Fußballspielerin. Sie spielt rechtsfüßig auf der Position einer defensiven Mittelfeldspielerin.

## Karriere

### Verein
Bianchi begann schon im Kindesalter mit dem Fußballspielen und schloss sich im Alter von zehn Jahren der Futsal Mannschaft von Xaxiense Futsal aus Xaxim an. Dort spielte sie zwei Jahre. 2011 zog sie nach Caçador, um dort bei Caçador Futsal zu spielen. Hier gewann sie diverse Titel in den U13-Wettbewerben und begann im selben Jahr ihre fußballerische Laufbahn bei der AE Kindermann aus der Stadt, dem zu der Zeit dominierenden Frauenfußballklub in Santa Catarina.
Bereits im Folgejahr wechselte sie zur AD Centro Olímpico, welcher in der Saison 2013 die nationale Meisterschaft gewonnen hatte. 2015 ging ihre Reise weiter zu Ferroviária. Auch dieser war Vorjahresmeister und Pokalsieger 2014. Im Zuge des Gewinns der Copa Libertadores Femenina 2015 stand sie im Halbfinale und Finale in der Startelf (keine Tore).
Zwar kam Bianchi bei dem Klub 2016 vermehrt zu Einsätzen, trotzdem kehrte sie zur Saison 2017 zu Kindermann zurück. Im September des Jahres wurde sie nach Spanien an den Madrid CFF ausgeliehen. Ihr erstes Spiel in der Primera División bestritt sie am 29. Oktober 2017 beim FC Valencia. Bei der 0:4-Niederlage stand sie in der Startelf. Nach Beendigung der Saison 2017/18 kehrte die Spielerin im Juni 2018 zu Kindermann zurück. Ein Tor war ihr in der Spielzeit bei 17 Einsätzen, davon sechs in der Startelf, nicht gelungen. Hier gewann sie noch die Staatsmeisterschaft von Santa Catarina 2018. Diesen Titel konnte sie mit dem Klub 2019 verteidigen. 2020 wurde sie mit dem Bola de Prata als beste Spielerin der Meisterschaft geehrt und beim Prêmio Craque do Brasileirão in die Auswahlmannschaft gewählt.
Zur Saison 2021 wechselte Bianchi zur SE Palmeiras nach São Paulo. Ihr Debüt für den Klub gab sie in der Série A1 2021 am 29. April 2021. Im Spiel beim Botafogo FR wurde sie in der 68. Minute für Ary Borges eingewechselt. Mit Palmeiras blieb sie weiterhin erfolgreich. Sie blieb hier bis Saisonende und konnte den Staatspokal von São Paulo 2021, die Staatsmeisterschaft von São Paulo 2022 und mit dem Sieg in der Copa Libertadores Femenina 2022 diesen Titel zum zweiten Mal begehen.
Im Januar 2023 nahm Bianchi ein Angebot aus den USA an und wechselte zu den Chicago Red Stars. Ihr Ligadebüt für die Red Stars gab am 15. April 2023 im Heimspiel gegen Kansas City Current. In der Partie wurde sie in der 87. Minute für Yūki Nagasato eingewechselt.

### Nationalmannschaft
2012 war Bianchi Teil des Kaders, welcher die U-17-Fußball-Südamerikameisterschaft der Frauen 2012 gewinnen konnte. Der Sieg beinhaltete die Qualifikation zur U-17-Weltmeisterschaft 2012 in Aserbaidschan. Auch an dieser durfte die Spielerin teilnehmen. Es schlossen sich weitere Einsätze, auch bei U20-Turnieren an.
Am 1. Dezember 2020 kam Bianchi zu ihrem ersten Einsatz im A-Kader der Nationalmannschaft. Im Freundschaftsspiel gegen die Auswahl Ecuadors, wurde sie in der 34. Minute für Luana eingewechselt und erzielte in der 71. Minute den Treffer zum 7:0 (Endstand: 8:0).
2021 war Bianchi Teil des Olympiakaders. In dem Turnier kam sie in zwei Gruppenspielen zum Einsatz, Brasilien schied im Viertelfinale gegen Kanada aus.
Im Anschluss stand sie häufiger im Kader, auch bei internationalen Wettbewerben wie dem SheBelieves Cup 2022, 2023 und 2024 oder dem CONCACAF W Gold Cup 2024. Letztere 2024 wurden von Nationaltrainer Arthur Elias auch als Vorbereitung zu den Olympischen Sommerspielen 2024 gesehen. Eine Berufung für die Olympischen Spiele erfolgte aber nicht.

## Erfolge
Nationalmannschaft
- U-17-Fußball-Südamerikameisterschaft der Frauen: 2012
- U-20-Fußball-Südamerikameisterschaft der Frauen: 2014, 2015

Ferroviária
- Copa Libertadores Femenina: 2015

Kindermann
- Staatsmeisterschaft von Santa Catarina: 2018, 2019

Palmeiras
- Staatspokal von São Paulo: 2021
- Copa Libertadores Femenina: 2022
- Staatsmeisterschaft von São Paulo: 2022

Auszeichnungen
- Bola de Prata: 2020 (Beste Spielerin), 2022 (Auswahlmannschaft)[12]
- Prêmio Craque do Brasileirão: 2020 (Auswahlmannschaft), 2021 (Auswahlmannschaft)[13]

## Trivia
Ende 2021 machte Bianchi einen Studienabschluss im Bereich Verwaltung.
Im März 2022 wurde sie zur jüngsten Spielerin, die in der Geschichte der brasilianischen Frauenmeisterschaft die Marke von 100 Spielen erreichte, unter Berücksichtigung aller Spielerinnen, die jemals für einen Verein an diesem Wettbewerb teilgenommen hatten.